# Mous Lamrabat
 (septembre 2022).
La mise en forme du texte ne suit pas les recommandations de Wikipédia : il faut le « wikifier ».
Les points d'amélioration suivants sont les cas les plus fréquents. Le détail des points à revoir est peut-être précisé sur la page de discussion.
- Les titres sont pré-formatés par le logiciel. Ils ne sont ni en capitales, ni en gras.
- Le texte ne doit pas être écrit en capitales (les noms de famille non plus), ni en gras, ni en italique, ni en « petit »…
- Le gras n'est utilisé que pour surligner le titre de l'article dans l'introduction, une seule fois.
- L'italique est rarement utilisé : mots en langue étrangère, titres d'œuvres, noms de bateaux, etc.
- Les citations ne sont pas en italique mais en corps de texte normal. Elles sont entourées par des guillemets français : « et ».
- Les listes à puces sont à éviter, des paragraphes rédigés étant largement préférés. Les tableaux sont à réserver à la présentation de données structurées (résultats, etc.).
- Les appels de note de bas de page (petits chiffres en exposant, introduits par l'outil «  Source ») sont à placer entre la fin de phrase et le point final[comme ça].
- Les liens internes (vers d'autres articles de Wikipédia) sont à choisir avec parcimonie. Créez des liens vers des articles approfondissant le sujet. Les termes génériques sans rapport avec le sujet sont à éviter, ainsi que les répétitions de liens vers un même terme.
- Les liens externes sont à placer uniquement dans une section « Liens externes », à la fin de l'article. Ces liens sont à choisir avec parcimonie suivant les règles définies. Si un lien sert de source à l'article, son insertion dans le texte est à faire par les notes de bas de page.
- La présentation des références doit suivre les conventions bibliographiques. Il est recommandé d'utiliser les modèles {{Ouvrage}}, {{Chapitre}}, {{Article}}, {{Lien web}} et/ou {{Bibliographie}}. Le mode d'édition visuel peut mettre en forme automatiquement les références.
- Insérer une infobox (cadre d'informations à droite) n'est pas obligatoire pour parachever la mise en page.

Pour une aide détaillée, merci de consulter Aide:Wikification.
Si vous pensez que ces points ont été résolus, vous pouvez retirer ce bandeau et améliorer la mise en forme d'un autre article.
 (septembre 2022).
Mous Lamrabat (né au Maroc en 1983) est un photographe belgo-marocain. Il est diplômé de l'Académie royale des beaux-arts de Gand et est surtout connu pour fusionner ses racines, sa tradition et sa culture marocaines avec le monde occidental dans lequel il a grandi,,,,,,. 
Ses photographies ont été exposées dans des musées ou galeries, dont la Loft Art Gallery Casablanca, 1-54 Contemporary African Art Fair, le FOMU Antwerpen, le FOAM Amsterdam,,,,,...
Mous Lamrabat a été sélectionné comme « Ones To Watch » par le British Journal of Photography en 2019.

## Biographie
Mous Lamrabat est né dans le nord du Maroc. En tant que jeune enfant, sa famille a déménagé en Belgique où il a grandi.
Après avoir terminé ses études d'architecte d'intérieur à l'Académie Royale des Beaux-Arts de Gand, il décide de passer de la création d'espaces à la création d'images. De manière autodidacte, il a développé sa propre vision unique de la photographie de mode et a ensuite réussi à fusionner ses racines, sa tradition et sa culture marocaines avec le monde occidental avec lequel il a grandi.
Lamrabat a acquis une renommée dans le monde de la photographie de mode pour son style glamour, et dans le monde des institutions culturelles pour son message artistique fort,,.

## Expositions solo
En 2022 il expose "Blessings from Mousganistan" au FOAM Amsterdam, Pays-Bas,,,,,, : ainsi que lors de la Foire d'art UNSEEN Amsterdam et à Paris lors de la 1-54 Contemporary African Art Fair.
Il présente sa première exposition solo à Casablanca dans la Loft Art Gallery.
Il participe également au Festival Jaou Photo à  Tunis, Tunisie.
En 2021 il expose "We gonna be alright" au FOMU Anvers, Belgique.
En 2019, ii expose "Mousganistan" à Sint-Niklaas, Belgique ‘’.
Il expose également à la Voice Gallery Marrakech, Maroc : Dounia avec Artsimous.
Manarat Al Saadiyat  Abu Dhabi, Émirats arabes unis : East to East photo exhibition

## Expositions collectives
2020
- Gallery Sofie Van de Velde & PLUS-ONE Gallery, Antwerp, Belgique : heure bleue

2019
- Les Rencontres D’Arles, France : We Are Handsome
- Unseen Amsterdam, Pays-Bas : Woven Matters
- Photo Vogue Festival Milan, Italie : ‘A Glitch In The System, Deconstructing stereotypes
- 193 Gallery Paris, France : ‘Moroccan Portraits
- Biennale de Jerusalem, Israel : For Heaven’s Sake avec Artsimous
- Lagos Photo Festival, Nigeria
- AKAA ART FAIR Paris, France

## Prix et nominations
- 2022 : Meijburg Art Commission, UNSEEN[32].

- 2019 : One to Watch , British Journal of Photography[33].